# Mesologia
A Mesologia (meso- do gr. μέσος "meio", "do meio" e -logia do gr.cl. λόγος lógos "estudo", "ciência"; "o estudo do meio") é uma ciência dedicada ao estudo das relações recíprocas entre o ambiente e os seres que nele vivem. Também pode ser entendida como sendo a "influência do meio" sobre o indivíduo. Antigamente também já foi usada como sinônimo à Ecologia.

## Histórico
A expressão Mesologia foi cunhada primeiramente pelo francês L.A. Bertillon em 1860, como sendo uma sub-disciplina da Biologia designada "Ciência do Meio"..
Hoje a Mesologia é entendida como a influência do meio que entre outros engloba o meio social, familiar, meteorológico e meio-ambiente.